# キュルテーシュカラーチ

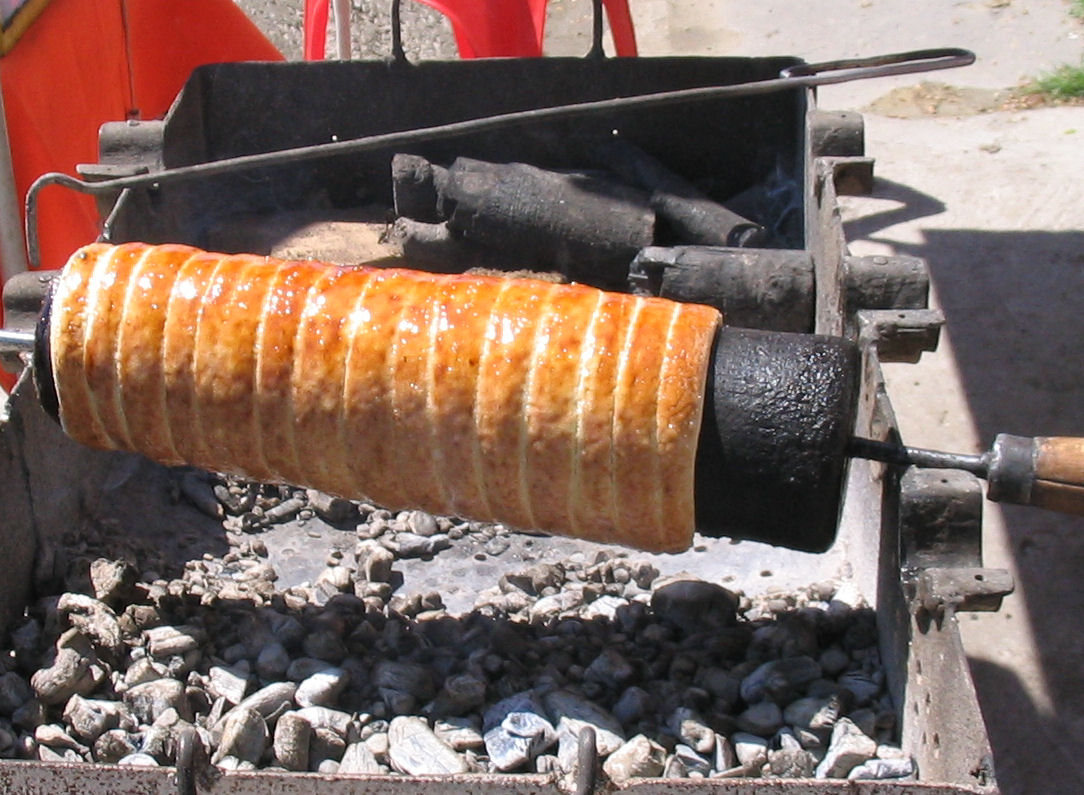
キュルテーシュカラーチ

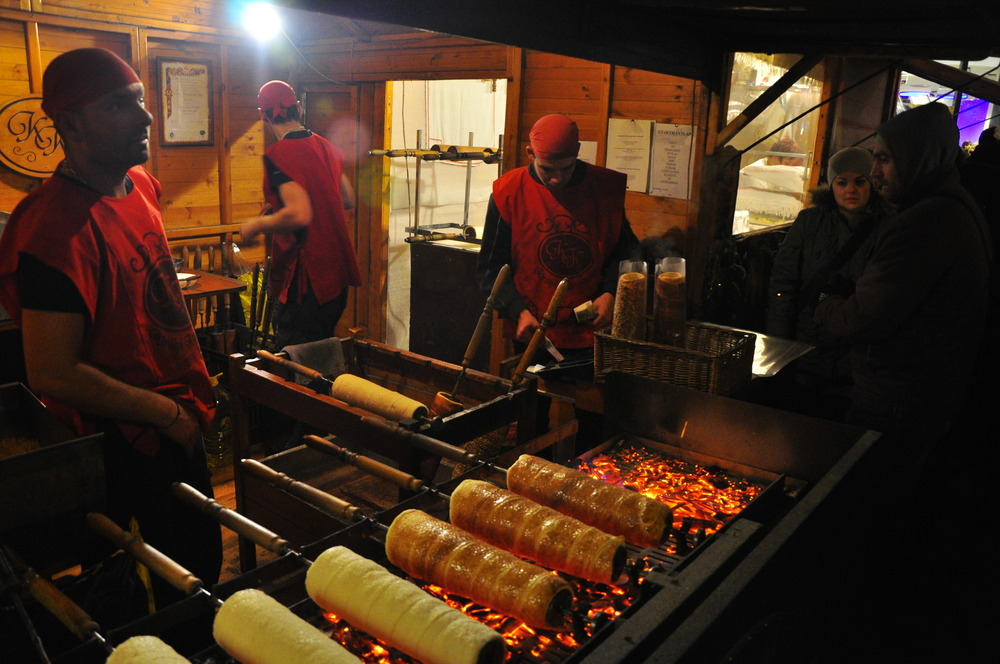
ブダペストのクリスマスマーケットのキュルテーシュカラーチ店

キュルテーシュカラーチ（ハンガリー語：kürtőskalács [ˈkyrtøːʃkɒlɑ̈ːt͡ʃ] ）は、ハンガリー及びルーマニア領トランシルヴァニア地方のセーケイ地方に伝わるセーケイ人（ハンガリー人の一派）の焼き菓子（ペイストリー）の1種である。棒にパン生地を巻きつけて回転させながら焼き上げるため、竹輪に似た円筒状の外見を呈する。日本では「クルトシュカラーチ」と表記されることもある。
ハンガリー語では単語を分けてkürtös kalács [ˈkyrtøʃ.kɒlɑ̈ːt͡ʃ]（キュルテシュ・カラーチ）やkürtős kalács [ˈkyrtøːʃ.kɒlɑ̈ːt͡ʃ]（キュルテーシュ・カラーチ）のような表記も見られる。短く発音するkürtös kalácsはkürt [ˈkyrt]（ホルン）と混同した民間語源によるものと思われる。19世紀のハンガリーでは（1920年のトリアノン条約まではトランシルヴァニアはハンガリー領であった）dorongfánk [ˈdoroŋkˌfɑ̈ːnk]（ドロングファーンク、実際の発音はドロンクファーンク）「棍棒菓子パン」、botratekercs [ˈbotraˌtɛkɛrt͡ʃ]（ボトラテケルチ）「棒巻き」、botfánk [ˈbotˌfɑ̈ːnk]（ボトファーンク）「棒菓子パン」等とも呼ばれていた。現在のkürtőskalácsという呼称は20世紀半ばに定着した。
ルーマニア語ではcozonacul secuiesc [kozoˌnakul.sekuˈjesk]（コゾナクル・セクイェスク）「セーケイ（人の）コゾナック」と呼ばれているが、ハンガリー人の菓子なのでハンガリー語でkürtőskalácsとそのまま呼ぶ場合も多い。トランシルヴァニアのドイツ人達はハンガリー語の呼称をそのまま直訳してSchornsteinkuchen [ˈʃɔʀnʃtainˌkuːxn]（ショルンシュタインクーヘン）「煙突菓子」と呼んでいる。
キュルテーシュの「キュルテー」(kürtő [ˈkyrtøː])という単語はハンガリー語で「煙突」を意味するため「チムニー（煙突）ケーキ」、「ストーブケーキ」「暖炉ケーキ」、「ハンガリーのウェディングケーキ」とも呼ばれる。キュルテーシュカラーチの起源はトランシルヴァニアといわれる。
現在ではハンガリーやルーマニアのハンガリー人（ルーマニア人ではない）の代表的な菓子となっている。結婚式や祭り等の行事のときに食され、街角や観光地の屋台でもよく売られている。
キュルテーシュカラーチはドイツ、オーストリア、チェコ、スロバキア、中近東、アメリカ（ハワイ州を含む）、オーストラリア、ニュージーランド、南アフリカなどにも伝わっている。最近はプラハにも出店があるが、呼び方はチェコ語（スロヴァキア語も同様）で「トルデルニーク (trdelník)」と呼ばれている。チェコの伝統菓子といっている店もあるが、近年流行しだしたものでありチェコの一般的な伝統菓子ではない。日本でも販売する店は存在するが、一般にはほとんど知られていない。